# Golden Dawn Girls
Golden Dawn Girls (en noruego: Hatets vugge ; en España, "Las chicas de Amanecer Dorado") es un documental político sobre el trasfondo de la organización neonazi Amanecer Dorado, dirigido por el noruego Håvard Bustnes.

## Argumento
El documental se adentra dentro de la organización de ultraderecha, algo sin precedentes hasta la fecha, narrando los eventos que han ido sucediendo desde la creación del partido de ultraderecha griego a través de la mirada de las mujeres que han rodeado a las caras visibles del partido que, aun estando en un segundo plano por el rol profundamente patriarcal del partido a la sombra de los representantes masculinos, su fuerte carácter hizo que todo el partido las conociera. Tras las detenciones de los líderes masculinos que formaban la cúpula del partido, su voz tomó el poder dentro de la organización, influido también por el rol de mártires a la voz de "sangre, honor, amanecer dorado".
Para relatar distintos puntos de vista, el documental sigue las intrahistorias de tres generaciones distintas con un pasado muy distinto, como el de Dafni, que llegó a militar con partidos de izquierda "Cuando era joven tenía unas ideas políticas totalmente distintas. Fui militante del PASOK muchos años. Con todos los ideales que inspiran a la gente joven: democracia, libertad y esas bellas ideas que al final descubres que son mentira" . Las otras dos protagonistas son Jenny, conocida por su discurso del odio, y Urania, hija del líder de la organización, y quien posee la voz más fuerte en el discurso del odio y violencia, no en vano, fue arrestada por dar una paliza a un pakistaní en 2012.

## Protagonistas
- Dafni, madre de Panayiotis Iliopoulos, fue ingeniera de submarinos, directora de hospitales y militante socialista.

- Jenny, conocida como "esposa del odio", cónyuge del diputado Giorgos Germenis, encarcelado en 2013.
- Urania, hija del líder de la organización, Nikolaos Michaloliakos, quien también fue encarcelado.

## Producción y crítica
El documental, dirigido por el noruego Håvard Bustnes, está coproducida por Noruega, Dinamarca y Finlandia. Se empezó a a grabar en el año 2013, cuando el director noruego fue a Grecia con el objetivo de reportar el encarcelamiento de 13 diputados de Amanecer Dorado. La primera vez que fue proyectado fue durante el International Documentary Film Festival Amsterdam (IDFA). A principios de 2018 se empezó a estrenar en los países nórdicos como Suecia y Dinamarca, y a partir de abril llegó a los cines de España en versión original subtitulada, siendo el inglés y griego los principales idiomas. Ignacio Escolar, periodista y director del El Diario, destacó el "cómo construyen un discurso en el que sus hombres son héroes de la patria", mientras que la revista Variety destacaba el "Estudio perturbador y tremendamente convincente del director noruego Håvard Bustnes sobre el rápido ascenso del neonazismo en la Grecia contemporánea".